# Ищенки (Лебединский район)
Ищенки (укр. Іщенки) — село,
Калюжненский сельский совет,
Лебединский район,
Сумская область,
Украина.
Население по данным 1984 года составляло 10 человек.
Село ликвидировано в 1988 году .

## Географическое положение
Село Ищенки находится у истоков реки Ташань,
ниже по течению на расстоянии в 1 км расположено село Черемуховка.

## История
- 1988 — село ликвидировано [1].